# Tachina fallax
Tachina fallax är en tvåvingeart som beskrevs av Johann Wilhelm Meigen 1824. Tachina fallax ingår i släktet Tachina och familjen parasitflugor. Inga underarter finns listade i Catalogue of Life.